# Omero Bonoli
Omero Bonoli (* 17. September 1909 in Ravenna; † 17. Oktober 1985 ebenda) war ein italienischer Turner.

## Werdegang
Omero Bonoli gehörte 1932 zur italienischen Delegation bei den Olympischen Spielen in Los Angeles. Bei diesen trat er am Seitpferd an und war einer von insgesamt zehn Teilnehmern in dieser Disziplin. Nach 1896 war der Wettkampf zum zweiten, aber auch zum letzten Mal, ein eigenständiger Wettkampf und nicht Bestandteil der Wertungen des olympischen Einzelmehrkampfes. Es wurden zwei Übungen geturnt, eine Pflicht und eine Kür. In der Pflicht gelang Bonoli mit 27,9 Punkten das zweitbeste Resultat hinter dem Ungar István Pelle, der 28,9 Punkte erzielte. In der Kür war Bonoli mit 28,7 Punkten zwar der beste der zehn Turner, allerdings übertraf er Pelles Wertung nur um 0,4 Punkte, sodass Pelle mit einer Gesamtpunktzahl von 57,2 Punkten vor Bonoli mit 56,6 Punkten Olympiasieger wurde. Bonoli erhielt somit die Silbermedaille vor dem US-Amerikaner Frank Haubold, der den Wettbewerb mit 55,7 Punkten auf dem dritten Platz beendete.